# ريتشارد دي لابول
ريتشارد دي لابول (بالإنجليزية: Richard de la Pole)‏ كان يلقب بالوردة البيضاء وهو آخر سلالة أسرة يورك المطالبين بعرش إنجلترا في سعيه ومطالبته بالحكم لنفسه.